# Ulmecatl
Dans la mythologie aztèque, Ulmecatl, est un Géant, fils de Cihuacoatl et Mixcoatl, qui habitait sur la terre pendant le déluge Atonatiuh, dans la montagne appelée Cholollan. Il est un des géants fondateurs mythiques de villes aztèques, entre les villes fondées par lui furent Cuetlachcoapan, Tontonihuacan, Huitzilapan.